# Overseas Highway
L'Overseas Highway (litt. « autoroute d'outremer ») est une route des États-Unis reliant l'île de Key West dans l'archipel des Keys à la Floride continentale. 
Portion la plus méridionale de l'U.S. Route 1, qui se poursuit jusqu'à la frontière canadienne du Maine, elle est située dans le comté de Monroe. Elle est rendue spectaculaire par le grand nombre de ponts qu'elle franchit.

## Description

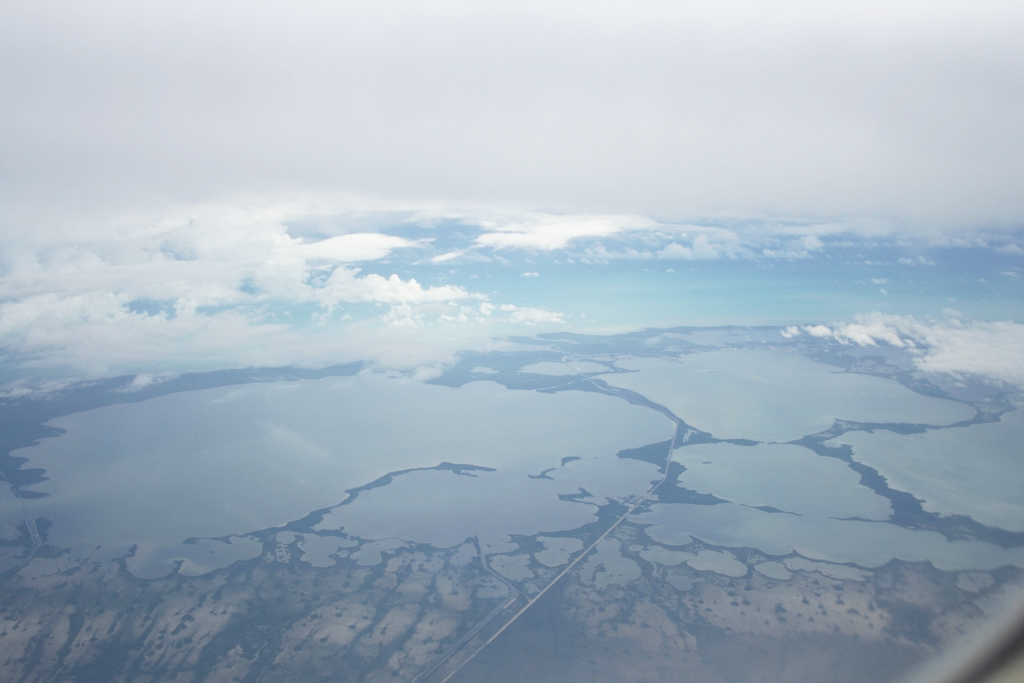
Vue aérienne d'une partie de l'Overseas Highway.

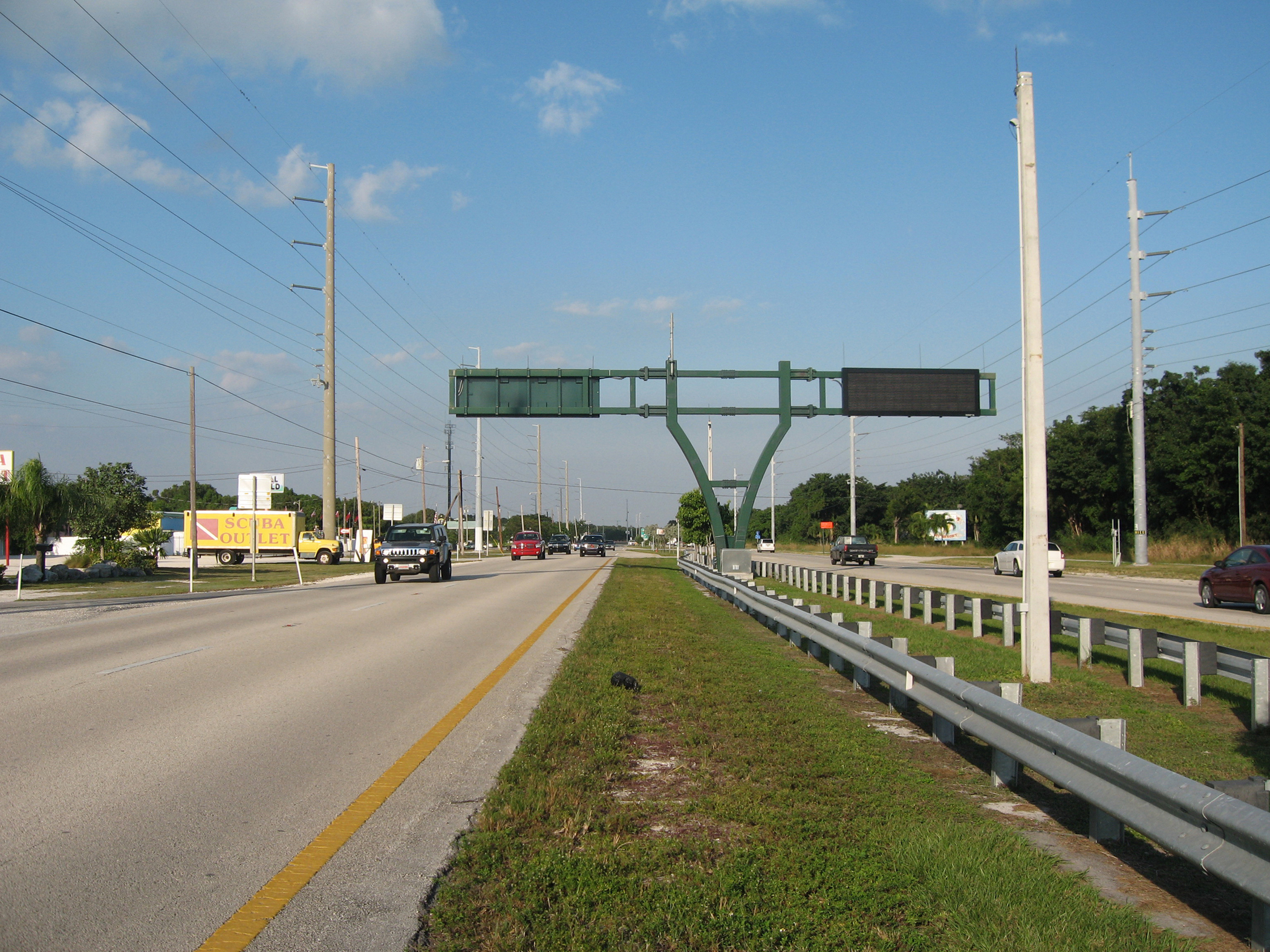
Vue de la Florida Keys Scenic Highway.

Au début du xxe siècle, les Keys n'étaient accessibles que par bateau. En 1905, devant l'accroissement de l'afflux touristique, débute la construction d'une voie ferrée desservant toutes les îles habitées. Le milliardaire Henry Flagler va financer cette première liaison ferroviaire « maritime », l'« Overseas Railroad ». La liaison complète est mise en service en 1912.
En 1935, l'ouragan de la Fête du travail 1935, l'un des plus violents ouragans qu'ait connus la Floride, s'abat sur les Keys et particulièrement sur Long Key. La voie, mise hors d'usage, est abandonnée, mais son infrastructure va servir à construire une route. Ainsi naît l'Overseas Highway, l' « autoroute au-dessus des flots », achevée en 1938 et longue de 182 km (dont 162 en mer).  
La route a repris le tracé de la voie ferrée sauf pour l'accès à Key Largo qui s'est fait initialement via le Card Sound Bridge (en) au nord de l'île entre 1938 et 1944, puis par le Jewfish Creek Bridge (en) mis en service en 1944, à la place de l'ancien pont ferroviaire. Elle devient, grâce à 42 ponts, la première route traversant les Keys de Key Largo à Key West,. 
Du nord au sud, la route, le plus souvent à deux voies de circulation, traverse les marais des Everglades puis enjambe une première fois la mer pour atteindre la plus grande île de l'archipel : Key Largo ; suivent Tavernier Key, Lower Matecumbe Key, Upper Matecumbe Key, Windley Key, Plantation Key, Long Key, Marathon…  
Des travaux de modernisation ont eu lieu, au début des années 1980, conduisant à l'abandon de ponts vétustes. Ainsi, entre les îles de Knight's Key (Middle Keys) et Little Duck Key (Lower Keys), le Seven Mile Bridge, qui mesure 7 miles (environ 11 km), est venu remplacer l'ancien pont en 1982. À leur construction, ces deux ouvrages étaient les plus longs au monde dans leurs catégories. 
Tout au bout de la route, à Key West, l'Overseas change de nom et devient le « Roosevelt Boulevard » puis la « Truman Avenue ». Le Mile 0 (Mile Marker 0 ou MM0) de l'Overseas se situe dans le quartier historique de Key West, à l'angle des rues Whitehead et Fleming.

## Principaux ponts
42 ponts composent l'infrastructure de l'Overseas Highway ; seuls 8 d'entre eux font plus de 800 m de longueur :
- Seven Mile Bridge (10 932 m, sur le chenal Mose), qui a remplacé, en 1982, le pont de chemin de fer ;
- Long Key Bridge (3 711 m, sur le chenal de Long Key), qui a remplacé, en 1981, le pont de chemin de fer ;
- Jewfish Creek Bridge (2 288 m, sur ruisseau de Jewfish  et le lac Surprise), remplacé depuis 2008 par un nouveau pont ;
- Bahia Honda Bridge (en) (2 047 m, entre West Summerland Key et Bahia Honda Key), qui remplace, depuis 1972, le pont de chemin de fer ;
- Channel No. 5 Bridge (1 505 m, sur le chenal no 5) ;
- Niles Channel Bridge (1 386 m, sur le chenal de Niles) ;
- Spanish Harbour Channel Bridge (1 064 m, sur le chenal de Spanish Harbour) ;
- Boca Chica Channel Bridge (805 m, sur le chenal de l'île de Boca Chica Key).

## Classement
L'Overseas Highway est estampillée All-American Road sous le nom de Florida Keys Scenic Highway. 

## Dans la culture
L'Overseas Highway a servi de lieu de tournage pour 2 Fast 2 Furious, True Lies et Permis de tuer.